# Félicien Kuluta Ntula
 (septembre 2023).
 (septembre 2023).
Si vous disposez d'ouvrages ou d'articles de référence ou si vous connaissez des sites web de qualité traitant du thème abordé ici, merci de compléter l'article en donnant les références utiles à sa vérifiabilité et en les liant à la section « Notes et références ».
 (octobre 2023).
Félicien Kuluta Ntula, né à Mpombo le 13 décembre 1964 dans le Grand Équateur[Où ?], est un homme politique de la République démocratique du Congo. Magistrat de formation, il est directeur général de la Direction générale des recettes de Kinshasa entre 2021 et 2023. Il est ensuite nommé ministre provincial de finances et de l'économie par le gouverneur de la ville de Kinshasa Gentiny Ngobila.

## Biographie
Fils d'Antoine Kuluta Embende et d'Henriette Ipoku, Félicien Kuluta est né dans la province du Grand Équateur, précisément à Mpombo[Où ?], le 13 décembre 1964. Originaire de la province de Mai-Ndombé, Il effectue ses études primaires et secondaires au Petit séminaire de Bokoko où il obtient son diplôme d'État dans la section littéraire.

## Carrière professionnelle
Vers les années 89, il décroche une licence en droit économique  à l’université de Kinshasa(UNIKIN). Avant sa confirmation à la magistrature vers les années 1990, il est engagé comme conseiller juridique du directeur générale à l’époque en même temps assistant puis chef des travaux.
Dans les années 2000 il est magistrat au tribunal de commerce de Limete. En 2009 il perd sa place à la magistrature dû à sa réputation d’impartial et d’incorruptible, quelque chose dont certains cadres de la magistrature n’avaient pas apprécié.
À partir de l'année 2012, il poursuit des études de master qui vont lui valoir une bourse d’étude de doctorat à l’université de Liège en Belgique.
De 2019 à 2021 il est conseiller financier du gouverneur de la ville de Kinshasa. En janvier 2021, il est nommé Directeur général de la Direction générale des Recettes de Kinshasa DGRK en sigle, poste qu’il occupe pendant 2 ans, jusqu’en mars de 2023. Ensuite il devient ministre provincial des finances et économie , par arrêté du gouverneur de la ville de Kinshasa, poste qu’il occupe jusqu'à aujourd'hui.
En 2022 il est rétabli dans l’ordre de magistrat par ordonnance présidentielle et au mois d'août 2023 il est nommé par ordonnance présidentielle conseiller à la cour d’appel de Gombe.